# Mistrzostwa Europy w Pływaniu 1927 – 100 m stylem grzbietowym mężczyzn

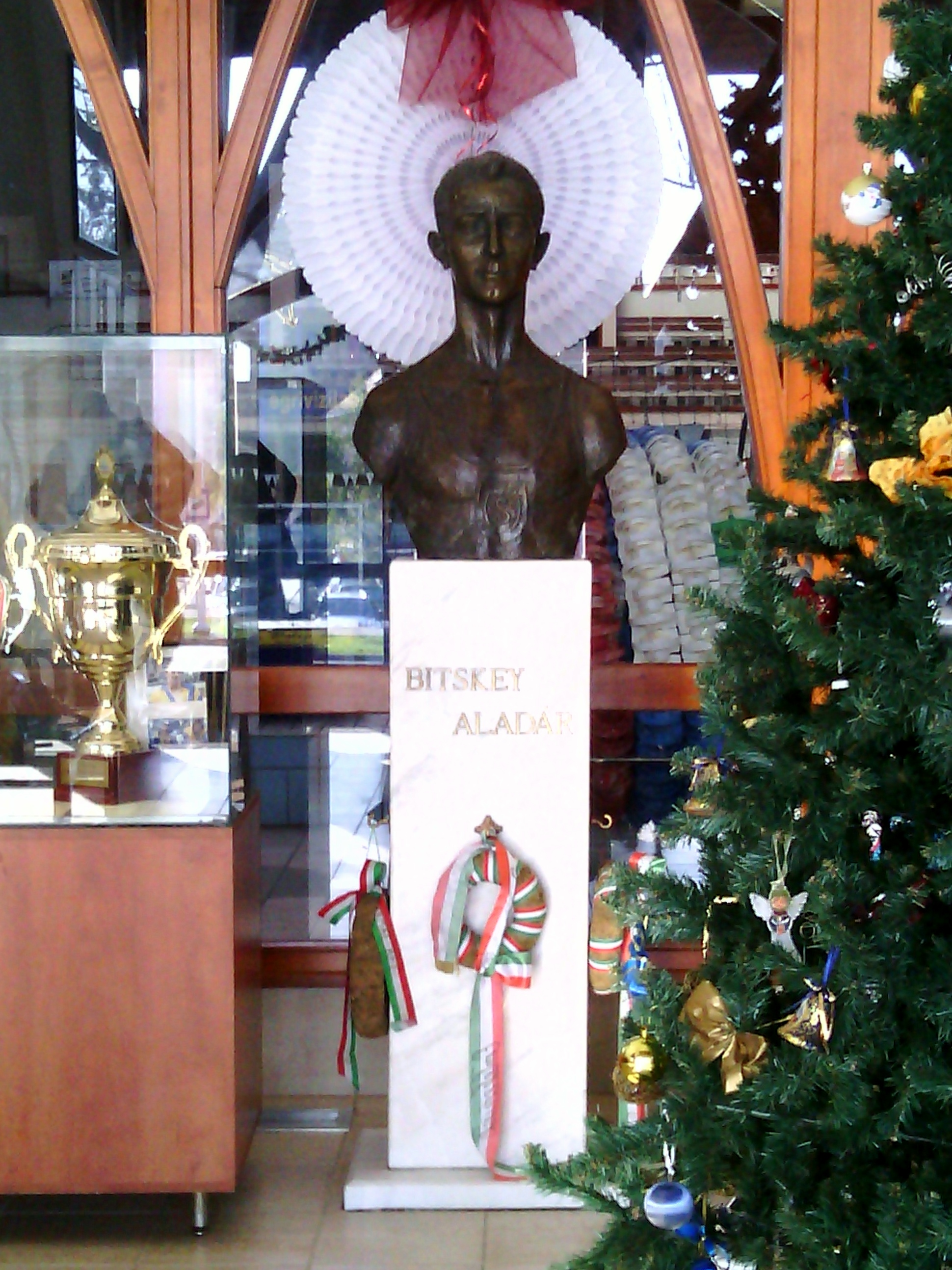
Aladár Bitskey (HUN), zdobywca srebrnego medalu

Pływanie na 100 metrów stylem grzbietowym mężczyzn było jedną z konkurencji pływackich rozgrywanych na Mistrzostwach Europy w Pływaniu w Bolonii. Znane są jedynie wyniki wyścigu finałowego. Złoto zdobył Szwed Eskil Lundahl, obrońca brązowego medalu na tym dystansie z I Mistrzostw Europy w Pływaniu z 1926 roku. Srebro zdobył Węgier Aladár Bitskey, zaś trzecie – reprezentant Republiki Weimarskiej, obrońca tytułu mistrzowskiego Gustav Fröhlich.

## Finał
| Pozycja | Zawodnik         | Czas        |
| ------- | ---------------- | ----------- |
|         | Eskil Lundahl    | 1:17,4      |
|         | Aladár Bitskey   | 1:17,6      |
|         | Gustav Fröhlich  | 1:17,8      |
| 4       | Emiel Thienpondt | 1:18,8      |
| 5       | Ulrich           | 1:19,8      |
| -       | Ernst Küppers    | DQ (1:16,0) |